# Conostigmus cursitans
Conostigmus cursitans är en stekelart som först beskrevs av Nees von Esenbeck 1834.  Conostigmus cursitans ingår i släktet Conostigmus och familjen trefåresteklar. Arten är reproducerande i Sverige. Inga underarter finns listade i Catalogue of Life.